# إدوارد إيميت دوغرتي
إدوارد إيميت دوغرتي (بالإنجليزية: Edward Bennett Dougherty)‏ هو مهندس معماري أمريكي، ولد في 18 مارس 1876 في أتلانتا في الولايات المتحدة، وتوفي في 11 نوفمبر 1943.